# چارلی ترنر تورن
چارلی ترنر تورن (انگلیسی: Charli Turner Thorne؛ زادهٔ ۱۰ مارس ۱۹۶۶) بازیکن بسکتبال، و سرمربی (بسکتبال) اهل ایالات متحده آمریکا است.